# Österrikiskt varmblod
Det österrikiska varmblodet är en häst som avlas i Österrike och är oftast korsningar mellan inhemska ungerska och österrikiska hästar och olika hästraser av varmblodstyp. Det österrikiska varmblodet har ännu inte blivit godkänd som en egen hästras men skrivs in i en förening för Österrikiska varmblod. Utseende och färger kan varier väldigt på hästarna men målet är att hästarna ska vara atletiska och framträdande inom ridsporten.

## Historia
Under 1700- och 1800-talet var det österrikiska-ungerska imperiet mer än väl känt för sina stuterier och framträdande roll inom europeisk hästavel. Många typer av hästar utvecklades under denna tiden och speciellt på Mezohegyes (grundat 1785) och Babolna (grundat 1789) som båda låg i den ungerska delen. Mezohegyes koncentrerade sig mest på varmblodshästar som Nonius och Furioso medan Babolna utvecklade hästraser ur det arabiska fullblodet bland annat Gidran-arab och Shagya-araben. Dessa ungerska raser räknades emellertid in under samma namn, "Altösterreichische Pferderassen (Gammalösterrikiska hästraser).
Efter andra världskrigets slut blev inte bara jordbruken mekaniserade och efterfrågan på arbetshästar minskade, men intresset för ridsport ökade markant och likaså efterfrågan på lättare och mer atletiska ridhästar. Piberstuteriet var de som först tog upp aveln av tävlingshästar i Österrike och 1964 startades en förening för varmblodshästar som avlades i landet, Arbeitsgemeinschaft fur Warmblutzucht in Österreich eller kort kallat AWÖ. Aveln koncentrerades på ston av de gamla ungersk-österrikiska hästraserna som korsades med hingstar av antingen fullblodsraser eller varmblodsraser. Hingstar premieras på stuteriet Stadl-Paura under februari för att kunna tillåtas i aveln. Man har även uthållighetstester för hingstarna under juni. Även stona premieras för att möta kraven. Premieringarna fungerade också för att locka uppfödare att avla de nya varmblodshästarna.
Förr var det väldigt vanligt att hästarna blandades ihop på grund av regler som sade att hästarna skulle döpas med samma namn som rasen och efter det hade man oftast enbart siffror. Idag är reglerna ändrade och fölet behöver bara döpas med ett namn som börjar på samma bokstav som föräldern. Hingstföl döps efter pappan och stoföl efter mamman. AWÖ har idag blivit en del av den internationella föreningen för avel av sporthästar (World Breeding Federation for Sport Horses) och stamboken innehåller över 2500 ston och ca 100 hingstar. Alla föl som registreras i föreningen har sedan 1970 brännmärkts på vänster höft med ett stiliserat A.

## Egenskaper
Utseende och karaktär kan variera ganska mycket hos de österrikiska varmbloden då flera olika raser kan ingå i rasen. Registret har inte förbjudit några färger eller tecken men de hela färgerna som brun, svart, skimmel eller fux är mest eftertraktade då fläckiga färger som skäck eller tigrerad lätt kan visa på att annat blod än de tillåtna raserna har tillförts i aveln. Ett speciellt register finns inom föreningen för korsningar med bland annat Painthästar som ofta föds skäckfärgade.
De hästraser som tillåts i aveln är framträdande inom ridsporten som exempelvis Trakehnare, Engelskt fullblod, Arabiskt fullblod och olika europeiska varmblodshästar. Ofta används raser som kan ge finare eller ädlare drag till avkomman. Tunga kraftiga kallblodshästar, ponnyer eller kraftigare varmblod tillåts inte. Inte heller speciella raser som färgraser exempelvis Palomino eller "gaitade" hästraser med extra gångarter är tillåtna.
Även mankhöjden kan variera från 150 ända upp till 170 cm men den ideala höjden är ca 164 till 168 cm. Men standarden för rasen sätts istället i hästens karaktär. Hästarna ska vara atletiska med god hoppförmåga och med bra rörelser för dressyr. De ska även passa fritidsridning och ha ett lätthanterligt och balanserat temperament samt vara arbetsvilliga.